# 阿玛·皮皮
阿玛·皮皮（英語：Ama Pipi，1995年11月26日—），英国女子田径运动员，2021年欧洲室内田径锦标赛女子4×400米接力银牌得主、2022年世界田径锦标赛女子4×400米接力铜牌得主、2022年欧洲田径锦标赛女子4×400米接力铜牌得主。